# 大维德中国艺术基金会
大维德中国艺术基金会（Percival David Foundation of Chinese Art），简称大维德基金会，缩写为PDF，是二战后于英国伦敦成立的一家小型博物馆。该馆的藏品几乎全部来自斐西瓦乐·大维德爵士，第二代从男爵（Sir Percival David, 2nd Baronet）的珍藏。大維德生前热爱中国艺术，以毕生之力搜集相关艺术珍品，在20世纪50年代把家藏捐赠给伦敦大学，并且成立了基金会。基金会因为运营不善，将藏品委托给大英博物馆，并自2009年4月23日起在由何鴻卿贊助建立的第95号陈列室作专题展出。2024年11月，大维德中国艺术基金会正式將旗下收藏全數捐贈予大英博物館，價值總共約10億英鎊。

## 馆藏

### 综述
大维德基金会收藏了1671件中国陶瓷以及少量的其他文物，同时建立了一家完备的亚洲艺术图书館。其陶瓷藏品主要为宋代至清代各地传统名窑的产品，涵盖了近千年的历史，另有少量早期及近代陶瓷。很多藏品属于故宫散失文物，不乏举世公认的珍品，加之大维德本人对中国了解很深，借助真正的行家搜集藏品，很多西方学者认为，这是欧洲唯一一家按照中国人的价值判断建立的陶瓷博物馆；相应的，一些在20世纪被发现且在西方大为流行的陶瓷品种，如唐三彩、磁州窑等，在基金会馆藏中并不突出。同时也被很多华人学者认为是世界最佳私人陶瓷收藏。

### 重要藏品

#### 宋代陶瓷
根据上海博物馆馆长汪庆正在1987年和1991年的统计，以及日本大阪市立东洋陶瓷美术馆出川哲朗在2009年出版的图录，全世界只有大约70件汝窑青瓷，其中只有臺北國立故宮博物院、北京故宫、上海博物馆及大维德基金会堪称有系统的收藏机构。
- 汝窑天青釉碗：高7.1厘米，碗口直径16.9厘米，圈足直径7.5厘米，重350克。撇口，外镶铜边。深弧腹，圈足微外撇。胎体轻薄。通体满釉，有细小开片。外底有5个细小芝麻状支钉痕，内底刻有楷书乾隆御题诗：“均窑都出脩内司，至今盤多椀艱致。内府藏盤數近百，椀則晨星見一二。何物不可窮其理，椀大難藏盤小易，於斯亦當知懼哉，愈大愈難守其器。“后署”乾隆丙午御題“，并钤“比德”、“朗潤”二印[6]。目前所见传世宋代汝窑碗仅有两件，除这件外，北京故宫博物院亦收藏一件[7]。

#### 元代陶瓷
- 大维德花瓶：生产于1351年的（David Vases）是世界上已知最早的有确切纪年的青花瓷器物，被视为元代青花研究的标准器，也被BBC和大英博物馆联合评选为代表世界历史的100件物品之一[8]。
- 蓝釉白龙纹盘：高1.5厘米，口部直径15.7厘米，足径14cm。折沿，浅壁，平底。外壁、内壁以及盘心施高温钴蓝釉，外底无釉。盘心平整，在蓝釉地上以白色泥料塑贴一条矫健的戏珠白龙，细颈，三爪[9]。这种传世元代蓝釉白龙纹盘见诸发表的共有4件，除这一件以外，北京故宫、日本出光美术馆、大阪市立东洋陶瓷美术馆各收藏1件[10]。

- 大维德花瓶
- 蓝釉白龙纹盘